# John Bernard Kevenhoerster
John Bernard Kevenhoerster OSB (* 1. November 1869 in Essen; † 9. Dezember 1949 in Nassau) war Apostolischer Vikar der Bahamas.

## Leben
John Bernard Kevenhoerster trat der Ordensgemeinschaft der Benediktiner bei, legte die Profess am 25. Juli 1892 ab und empfing am 24. Juni 1896 die Priesterweihe. Pius XI. ernannte ihn am 22. Mai 1931 zum Präfekten der Bahamas. Der Papst ernannte ihn am 27. Oktober 1933 zum Titularbischof von Camuliana.
Die Bischofsweihe spendete ihm der Erzbischof von New York, Patrick Joseph Kardinal Hayes, am 21. Dezember desselben Jahres; Mitkonsekratoren waren John Gregory Murray, Erzbischof von Saint Paul, und Joseph Francis Busch, Bischof von Saint Cloud.
Mit der Erhebung zum Apostolischen Vikariat am 15. Januar 1941 wurde er zum Apostolischen Vikar der Bahamas ernannt.